# Vert, Yvelines
Vert là một xã ở tỉnh Yvelines trong vùng Île-de-France của Pháp. 
Người dân địa phương trong tiếng Pháp gọi là Vertois.
Xã Vert có vị trí cách 4 km về phía nam của Mantes-la-Jolie, trong thung lũng Vaucouleurs, chi lưu của sông Seine. Khu vực xã có độ cao 45 m.
Các đơn vị giáp ranh: phía nam là Villette và Boinvilliers, về phía bắc là Soindres và Auffreville-Brasseuil, phía tây là Breuil-Bois-Robert và phía tây là của Flacourt.

## Biến động dân số
| 1793 | 1800 | 1806 | 1821 | 1831 | 1836 | 1841 | 1846 | 1851 |
| ---- | ---- | ---- | ---- | ---- | ---- | ---- | ---- | ---- |
| 390  | 406  | 429  | 415  | 403  | 403  | 419  | 398  | 375  |

| 1856 | 1861 | 1866 | 1872 | 1876 | 1881 | 1886 | 1891 | 1896 |
| ---- | ---- | ---- | ---- | ---- | ---- | ---- | ---- | ---- |
| 380  | 339  | 335  | 339  | 334  | 341  | 353  | 365  | 335  |

| 1901 | 1906 | 1911 | 1921 | 1926 | 1931 | 1936 | 1946 | 1954 |
| ---- | ---- | ---- | ---- | ---- | ---- | ---- | ---- | ---- |
| 364  | 372  | 335  | 301  | 356  | 339  | 316  | 394  | 387  |

| 1962                                         | 1968 | 1975 | 1982 | 1990 | 1999 | - | - | - |
| -------------------------------------------- | ---- | ---- | ---- | ---- | ---- | - | - | - |
| 374                                          | 417  | 636  | 778  | 768  | 737  | - | - | - |
| Số liệu kể từ 1962 : dân số không tính trùng |      |      |      |      |      |   |   |   |